# Europamästerskapen i breakdance 2022
Europamästerskapen i breakdance 2022 hölls mellan den 5 och 6 november 2022 i Manchester i Storbritannien. Det var den andra upplagan av europamästerskapen i breakdance som arrangerades av World DanceSport Federation. Mästerskapet var ursprungligen planerat att arrangeras i Ryssland men flyttades efter Rysslands invasion av Ukraina.

## Medaljörer
| Gren    | Guld                             | Silver                        | Brons                                          |
| B-Girls | India Dewi Sardjoe (India) (NED) | Antilai Sandrini (Anti) (ITA) | Vanessa Marina Cartaxo Farinha (Vanessa) (POR) |
| B-Boys  | Danis Civil (Dany) (FRA)         | Karam Singh (Kid Karam) (ENG) | Igor Wypiór (Wigor) (POL)                      |